# Saint-Laurent-Bretagne
Saint-Laurent-Bretagne ist eine französische Gemeinde mit 444 Einwohnern (Stand 1. Januar 2022) im Département Pyrénées-Atlantiques in der Region Nouvelle-Aquitaine (vor 2016: Aquitanien). Die Gemeinde gehört zum Arrondissement Pau und zum Kanton Pays de Morlaàs et du Montanérès (bis 2015: Kanton Morlaàs).
Der Name in der gascognischen Sprache lautet Sent-Laurenç-Bretanha.
Der Name der Gemeinde ist zurückzuführen auf den heiligen Laurentius, einem Märtyrer aus dem 13. Jahrhundert, der das Béarn und die Bretagne evangelisierte.

## Geographie
Saint-Laurent-Bretagne liegt ca. 20 km nordöstlich von Pau in der historischen Provinz Béarn.
Umgeben wird der Ort von den Nachbargemeinden:
| Riupeyrous     | Monassut-Audiracq                           |           |
| Higuères-Souye | Kompassrose, die auf Nachbargemeinden zeigt | Abère     |
| Gabaston       | Sedzère                                     | Lespourcy |

Saint-Laurent-Bretagne liegt im Einzugsgebiet des Flusses Adour.
Einer seiner Nebenflüsse, der Gabas, durchquert das Gebiet der Gemeinde zusammen mit seinem Zufluss,
- dem Ruisseau Labésiau und seinem Nebenfluss,
  - dem Ruisseau de Lapassade und seinem Nebenfluss,
    - der Passade.

Der Lées, hier auch Grand Lées genannt, ein Nebenfluss des gleichnamigen Lées, bewässert ebenfalls das Gemeindegebiet mit seinem Zufluss, dem Arriou Maybé, der zudem in Saint-Laurent-Bretagne entspringt.

## Geschichte
Die Gemeinde Saint-Laurent-Bretagne ist entstanden nach dem Zusammenschluss der Gemeinden Saint-Laurent und Bretagne am 16. Oktober 1842.
Das Gebiet der Gemeinde ist seit der gallorömischen Zeit besiedelt, wie archäologische Funde belegen. Die ehemalige Gemeinde Bretagne wird von einer antiken Straße, einem alten Pilgerweg, durchquert. Die beiden Dörfer wurden anlässlich der Volkszählung im Jahre 1385 erstmals erwähnt. Es wurden in Saint-Laurent sieben und in Bretagne sechs Häuser gezählt. Beide Dörfer gehörten zur Bailliage von Pau. Sie unterstanden zwei verschiedenen Grundherren, diese wiederum dem Baron von Gerderest. Saint-Laurent, Bretagne und Gabaston bildeten eine Pfarrgemeinde, die Teil des Archidiakonats von Vic-Bilh war, das dem Bistum Lescar unterstand. Es gab ein Laienkloster in Bretagne, das 1674 von Jacques de Latapie in einer Auflistung erwähnt wurde. 1691 heiratete der Grundherr von Saint-Laurent die Tochter des Musketiers Henri d’Aramitz. Die Titelträger von Bretagne kamen im 18. Jahrhundert aus der Familie Latapie aus Morlaàs.
Toponyme und Erwähnungen von Saint-Laurent waren:
- Sent-Laurents (13. Jahrhundert, fors de Béarn, Manuskript aus dem 14. Jahrhundert),
- Sent-Laurens (1538, réformation de Béarn, Manuskriptsammlung des 16. bis 18. Jahrhunderts),
- Saint Laurens (1750, Karte von Cassini),
- Saint Laurent Bretagne (1793, Notice Communale),
- Saint-Laurent (1801, Bulletin des Lois) und
- Saint-Laurent-Bretagne (1863, Dictionnaire topographique du département des Basses-Pyrénées).[4][6][7]

Toponyme und Erwähnungen von Bretagne waren:
- Bretanhe (1385, Volkszählung im Béarn),
- Bretaigne (1700, Zählung in Bretagne),
- Bretagne (1750, 1793 und 1801, Karte von Cassini, Notice Communale bzw. Bulletin des Lois).[4][6][8]

### Einwohnerentwicklung
Die Gemeinde erreichte einen Höchststand ihrer Größe mit 565 Einwohnern in der Mitte des 19. Jahrhunderts. In der Folge reduzierte sich die Einwohnerzahl bei kurzen Erholungsphasen bis zu den 1970er Jahren auf rund 280. Anschließend setzte eine Wachstumsphase ein, die bis heute andauert.
| Jahr      | 1962 | 1968 | 1975 | 1982 | 1990 | 1999 | 2006 | 2009 | 2022 |
| --------- | ---- | ---- | ---- | ---- | ---- | ---- | ---- | ---- | ---- |
| Einwohner | 301  | 297  | 278  | 325  | 349  | 362  | 413  | 424  | 444  |

## Städtepartnerschaft
Saint-Laurent-Bretagne unterhält eine Städtepartnerschaft seit 1991 mit Loarre in der Autonomen Region Aragonien in Spanien.

## Sehenswürdigkeiten

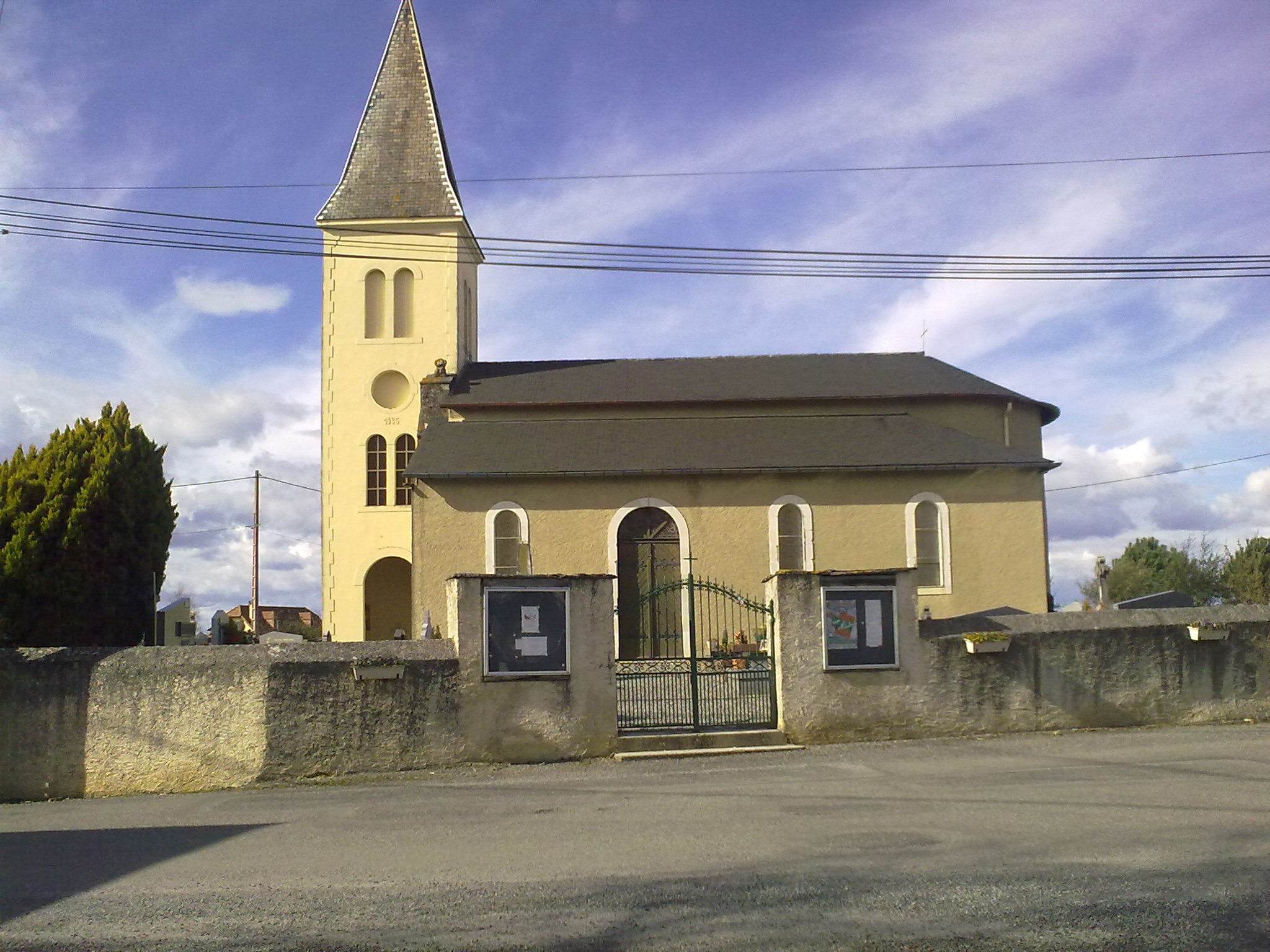
Pfarrkirche Saint-Laurent in Saint-Laurent

- Pfarrkirche in Saint-Laurent, geweiht dem heiligen Laurentius. Sie wurde 1820 und 1876 restauriert und erneut 1878 mit dem Schwerpunkt auf die beiden Seitenschiffe. Die Jahreszahl „1935“ am Glockenturm über dem Eingangsvorbau zeigt einen Neubau oder einen Umbau der Kirche an. Der Tabernakel des Hauptaltars ist aus vergoldetem Holz. Zwei kleine Schlangensäulen umrahmen die Vorderseite des Schreins, zwei seine Seiten und zwei weitere die Außenenden. Auf seiner Tür ist ein Ziborium als Relief abgebildet. Zwei Statuetten nicht identifizierter Heiligen befinden sich auf den Seiten. Auf den Flügeln wird in Reliefs die Verkündigung des Herrn illustriert mit Maria auf der linken und dem Erzengel Gabriel auf der rechten Seite. Der mittlere Teil des Altars und die Voluten datieren aus der zweiten Hälfte des 17. Jahrhunderts, die Flügel und die Statuetten könnten zwischen 1740 und 1760 von Jean Claverie, Vater und Sohn aus Lourdes, entstanden sein. Diese Künstler schufen zur gleichen Zeit ein Halbrelief mit der Darstellung Gott des Vaters. Weitere Ausstattungsgegenstände stammen aus dem 18. und 19. Jahrhundert und sind als nationale Kulturgüter registriert.[11]

- Pfarrkirche in Bretagne, geweiht dem Apostel Petrus. Die heutige Kirche ist ein Neubau aus dem Jahre 1935 nördlich des früheren, abgerissenen Gotteshauses. Zwei Glasfenster sind Werke des Glasmalers Pierre Arcencam. Im Inneren des einschiffigen Langhauses befindet sich eine Grabplatte aus Marmor aus dem Jahre 1650. Diese bedeckt die Grabstätte der Familie Latapie, Grundherren und Äbte des Laienklosters. Das Wappen der Familie ist auf der Platte eingemeißelt. Die Kirche besitzt u. a. ein Gemälde aus dem Jahre 1968, das die Szene illustriert, in der Simon von Cyrene das Kreuz Jesu in der Passion trägt. Es handelt sich um eine Kopie des Werkes von Tizian.[12][13]

## Wirtschaft und Infrastruktur
Die Landwirtschaft ist traditionell der wichtigste Wirtschaftsfaktor der Gemeinde.

### Bildung
Die Gemeinde verfügt über eine öffentliche Vorschule mit 25 Schülerinnen und Schülern im Schuljahr 2017/2018.

Logo des Jakobswegs

### Sport und Freizeit
Der Fernwanderweg GR 653 von Toulouse nach Jaca, der einem Abschnitt der Via Tolosana, dem südlichsten der vier Jakobswege, entspricht, führt durch den südlichen Teil des Gemeindegebiets.

### Verkehr
Saint-Laurent-Bretagne ist erreichbar über die Routes départementales 7, 42, 286 und 943, der ehemaligen Route nationale 643, und ist über eine Linie des Busnetzes Transports 64 mit Pau und anderen Gemeinden des Départements verbunden.